# Halinów
Halinów este un oraș în Polonia.  În 2015 avea 3675 de locuitori.